# Sonia Kronlund
Sonia Kronlund, née en Île-de-France, est une documentariste et auteure française.
Elle anime et produit, depuis 2002, l'émission Les Pieds sur terre, de 13 h 30 à 14 h, sur France Culture.

## Biographie

### Famille et formation
Née en région parisienne d'un père aristocrate suédois et d'une mère lorraine issue d'un milieu beaucoup plus modeste, Sonia Kronlund est titulaire d’un DEA de philosophie esthétique de l'université Paris-I Panthéon-Sorbonne. Élève de l'École normale supérieure de Fontenay-Saint-Cloud, elle est agrégée de lettres modernes.

### Parcours professionnel
En 1989–1990, elle écrit une douzaine d'articles dans les Cahiers du cinéma.
Elle enseigne à Londres et à l'université Paris-Diderot. Entre 1994 et 1996, elle est chargée de mission à la Délégation générale à la langue française auprès du Premier ministre.
Elle collabore au développement et à l'écriture de nombreux scénarios entre 1993 et 1999.
Elle est pensionnaire de la Villa Kujoyama de mai à août et de novembre à décembre 2002.
À la radio, elle collabore à l'émission Là-bas si j'y suis de Daniel Mermet. Depuis 2002, elle est productrice coordinatrice de Les Pieds sur terre, une émission quotidienne de documentaire radiophonique diffusée sur France Culture, où elle se donne pour objectif de « tenter d'écouter sans analyser, de comprendre sans commentaire, d’ouvrir une petite fenêtre sur ce réel qui nous échappe ou qui nous parvient toujours formaté. Écouter ceux dont on commente abondamment les faits et gestes, aller sur leur terrain et y rester. »
Pour la même station, elle produit des documents relatifs à ses pays de prédilection : l'Iran, l'Afghanistan et le Japon.
Elle a réalisé plusieurs documents filmés pour Arte ainsi que Nothingwood, un long métrage tourné en Afghanistan, présenté en 2017 à la Quinzaine des réalisateurs, dans le cadre du 70e Festival de Cannes.
Avec Delphine Saltel, depuis 2012, elle met en scène des gens ordinaires témoins de son émission de France Culture dans Les Pieds sur scène. Pour fêter les 20 ans de l'émission en 2022, Télérama publie une sélection de 15 émissions.
En 2001, elle publie Je me souviens du 9e arrondissement aux éditions Parigramme-CPL, et, en 2012, Les pieds sur terre, nouvelles du réel, chez Actes Sud, sur fond de campagne électorale pour la présidentielle.
En 2024, elle publie aux Éditions Grasset un livre, L'Homme aux mille visages, sur un récit narré par Les Pieds sur terre à propos d'un homme s'inventant de multiples identités et trompant ainsi de multiples compagnes. Elle se consacre un temps à la promotion de cette enquête écrite comme un thriller. Elle réalise également un film du même titre, sur le même sujet.
Elle a également eu une petite carrière en tant que traductrice de l'anglais vers le français dans les années 1990.

## Récompenses
- Léopard d'or au festival de Locarno (1995) pour le film Raï de Thomas Gilou
- Bourse d'aide à l'écriture « Brouillon d'un rêve, radio » de la SCAM pour le projet Afghanistan : extrême limite (1999)
- Lauréate de la Villa Kujoyama, programme de résidence d'artistes de l'association française d'action artistique (2001)
- Médaille de bronze du prix de l'URTI (Université radiophonique et télévisuelle internationale) pour le documentaire Homo Iranicus diffusé dans Les Pieds sur terre (2007)

## Œuvre écrite
- 2001 : Je me souviens du 9e arrondissement, Paris, Parigramme-CPL, coll. « Je me souviens », 117 p.  (ISBN 2-84096-187-3).
- 2012 : Les Pieds sur terre, nouvelles du réel, Arles, Actes Sud, 365 p.  (ISBN 978-2-330-00255-8).
- 2024 : L'Homme aux mille visages, Paris, Grasset, 180 p.  (ISBN 978-2-246-83189-1).

Traductrice
- 1993 : Thomas Nagel, Le Point de vue de nulle part (The View From Nowhere), Combas, Éditions de l'Éclat, 291 p.  (ISBN 2-905372-84-2).
- 1998 : Norman Golb, Qui a écrit les manuscrits de la Mer morte ? : enquête sur les rouleaux du désert de Juda et sur leur interprétation contemporaine (Who Wrote The Dead Sea Scrolls?: The Search For The Secret Of Qumran), Paris, Plon, 478 p.  (ISBN 2-259-18388-3).

## Filmographie
- 2017 : Nothingwood
- 2024 : L'Homme aux mille visages